# Winter-Paralympics 2006/Teilnehmer (Finnland)
| stlisierte Goldmedaille | stlisierte Silbermedaille | stlisierte Bronzemedaille |
| ----------------------- | ------------------------- | ------------------------- |
| —                       | —                         | —                         |

Finnland nahm an den Winter-Paralympics 2006 in Turin mit einer Delegation von sieben Athleten teil. Erstmals konnten die finnischen Athleten keine Medaillen gewinnen.

## Teilnehmer nach Sportarten

### Ski Alpin
Damen:
- Katja Saarinen
Abfahrt, stehend: 12. Platz
Slalom, stehend: 12. Platz
Riesenslalom, stehend: 20. Platz
Super-G, stehend: 14. Platz

Herren:
- Dragan Scepanovic
Abfahrt, sitzend: 19. Platz
Slalom, sitzend: 22. Platz
Riesenslalom, sitzend: 31. Platz
Super-G, sitzend: 29. Platz

### Ski Nordisch (Biathlon und Skilanglauf)
Damen:
- Maija Loeytynoja
Biathlon: 7,5 km stehend: 5. Platz
Langlauf: 5 km Freistil, stehend: 7. Platz
Langlauf: 10 km klassisch, stehend: 8. Platz
Langlauf: 15 km klassisch, stehend: 8. Platz

- Sisko Kiiski
Langlauf: 5 km Freistil, sehbehindert: 8. Platz
Langlauf: 10 km klassisch, sehbehindert: 7. Platz
Langlauf: 20 km klassisch, sehbehindert: 4. Platz

Herren:
- Jarmo Ollanketo
Biathlon: 7,5 km blind: 7. Platz
Biathlon: 12,5 km blind: 10. Platz
Langlauf: 5 km Freistil, sehbehindert: 9. Platz
Langlauf: 10 km klassisch, sehbehindert: 8. Platz
Langlauf: 20 km klassisch, sehbehindert: 9. Platz

- Kalervo Pieksaemaeki
Biathlon: 7,5 km stehend: 17. Platz
Biathlon: 12,5 km stehend: 16. Platz
Langlauf: 10 km klassisch, stehend: 11. Platz
Langlauf: 20 km klassisch, stehend: 18. Platz

- Iikka Tuomisto
Langlauf: 5 km Freistil, stehend: 16. Platz
Langlauf: 10 km klassisch, stehend: 6. Platz
Langlauf: 20 km klassisch, stehend: 4. Platz